# 生物資源科学研究科
生物資源科学研究科（せいぶつしげんかがくけんきゅうか）は、農学・生物・資源・環境分野の高度な研究・教育を目指した大学院研究科のひとつ。
設置大学院は、大学に生物資源学部、生物資源科学部を母体としていることが多い。

## 設置大学院
- 秋田県立大学大学院生物資源科学研究科
- 筑波大学大学院生物資源学類生物資源科学学位プログラム
- 日本大学大学院生物資源科学研究科
- 石川県立大学大学院生物資源環境学研究科
- 福井県立大学大学院生物資源学研究科
- 三重大学大学院生物資源学研究科
- 島根大学大学院長生物資源科学研究科

## 学位
大学院修了者は、修士（生物資源科学）、修士（農学）や、博士（生物資源科学）、博士（農学）などの学位が授与される。